# Qiryat ‘Anavim
Qiryat ‘Anavim (hebreiska: קרית ענבים) är en ort i Israel.   Den ligger i distriktet Jerusalem, i den nordöstra delen av landet. Qiryat ‘Anavim ligger 669 meter över havet och antalet invånare är 409.
Terrängen runt Qiryat ‘Anavim är huvudsakligen kuperad, men åt nordost är den platt. Terrängen runt Qiryat ‘Anavim sluttar västerut. Runt Qiryat ‘Anavim är det tätbefolkat, med 913 invånare per kvadratkilometer. Närmaste större samhälle är Jerusalem, 10,2 km sydost om Qiryat ‘Anavim. Omgivningarna runt Qiryat ‘Anavim är i huvudsak ett öppet busklandskap.